# Église Saint-Jean-Baptiste de Chaudardes
L'église Saint-Jean-Baptiste est une église située à Chaudardes, en France.

## Description

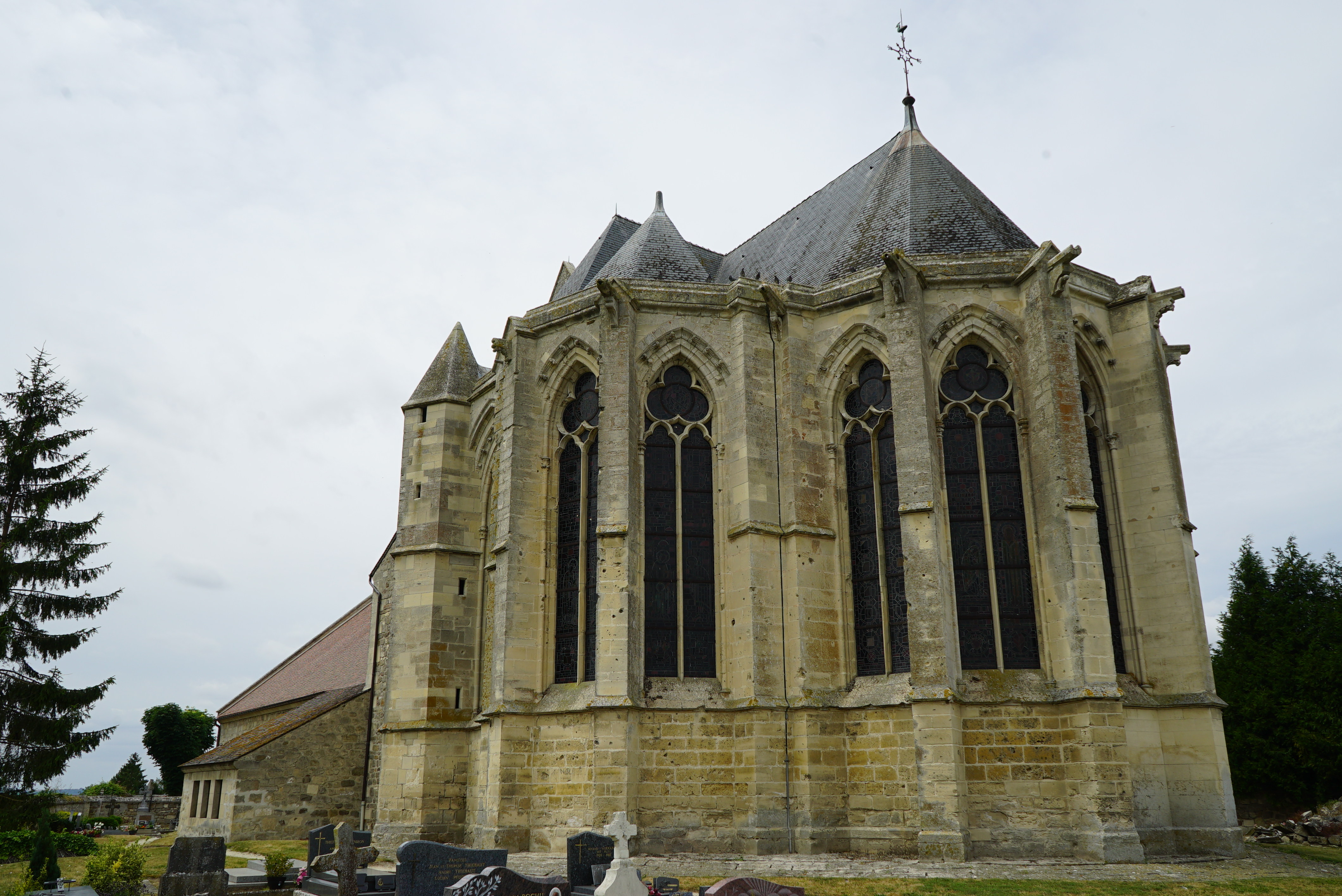
Le chœur.

La partie la plus ancienne est la croisée de transepts qui soutient la tour du XIIe siècle. Le chevet est plat en style gothique ainsi que le chœur.

## Localisation
L'église est située sur la commune de Chaudardes, dans le département de l'Aisne.

## Historique
Le chœur et la tour à bâtière datent du XIIe siècle et la nef du siècle suivant ; quant à lui, le sanctuaire date du XVIe. Cette élégante bâtisse doit son érection à un pèlerinage, remontant au XIIe siècle, qui très fréquenté permettait la guérison du mal des ardents. La fontaine du bas du village avait une eau qui guérissait des dartres.
L'abbaye d'Origny, seigneur du village avait une maison, un cloitre et un oratoire et une tour qui jouxtaient l'église.
L'église fut grandement endommagée lors de la Grande Guerre et reconstruite sur le modèle roman pour la partie ouest et gothique pour le chœur. Il ne fut pas possible de remplacer la statue en bois de la Vierge du XIIe siècle.
Le monument est classé au titre des monuments historiques en 1919.

### Galerie d'images

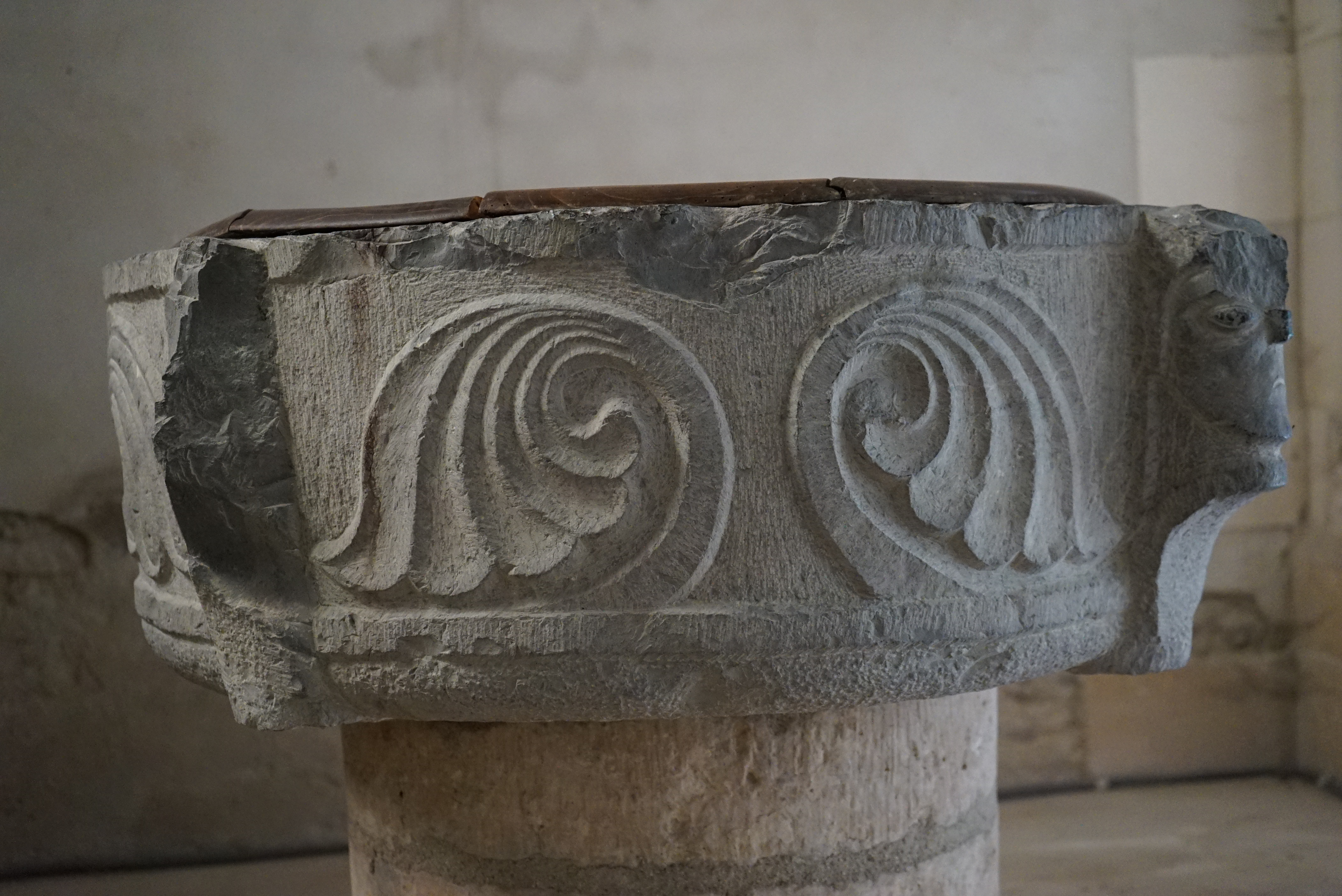
Cuve bleu,
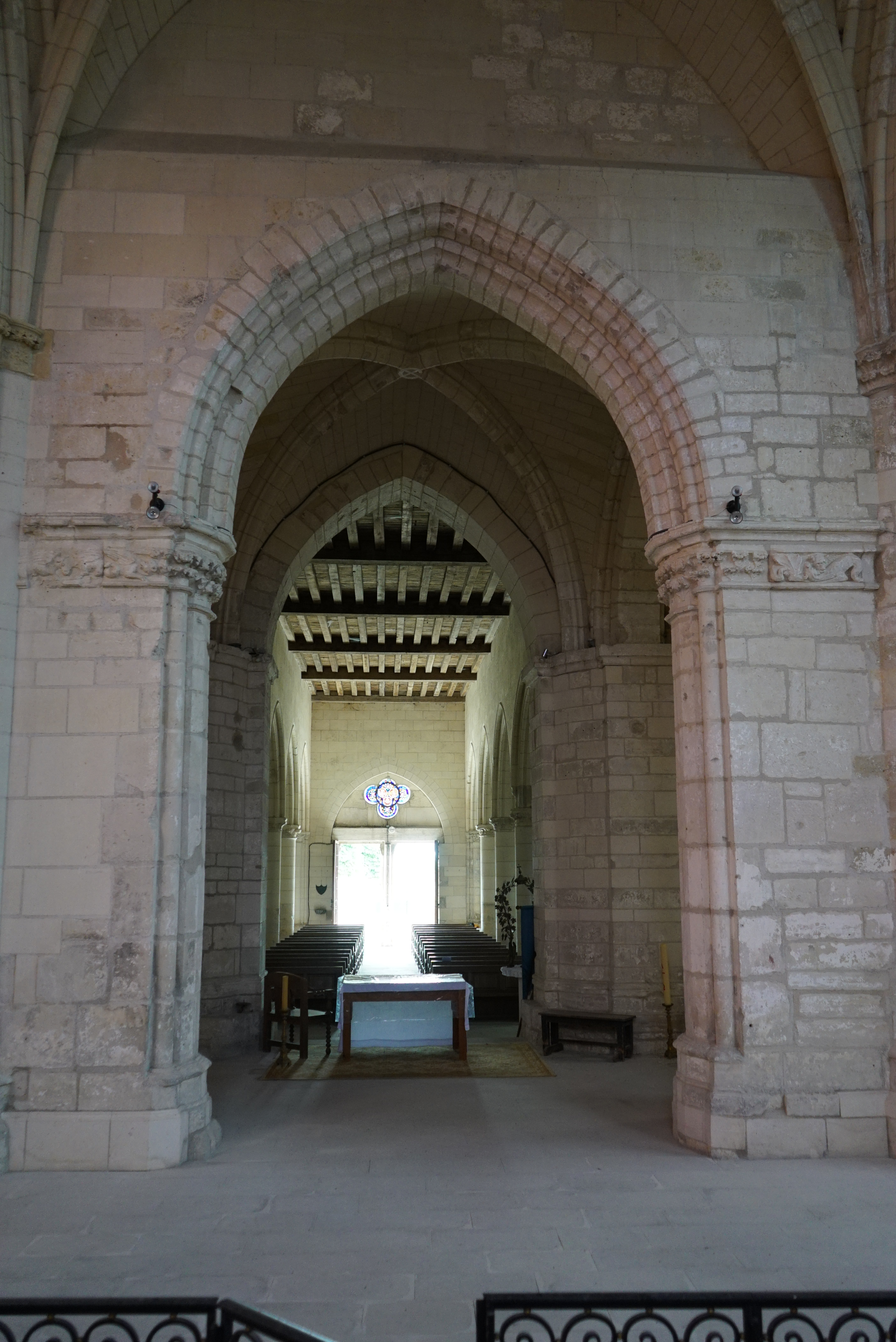
la nef,
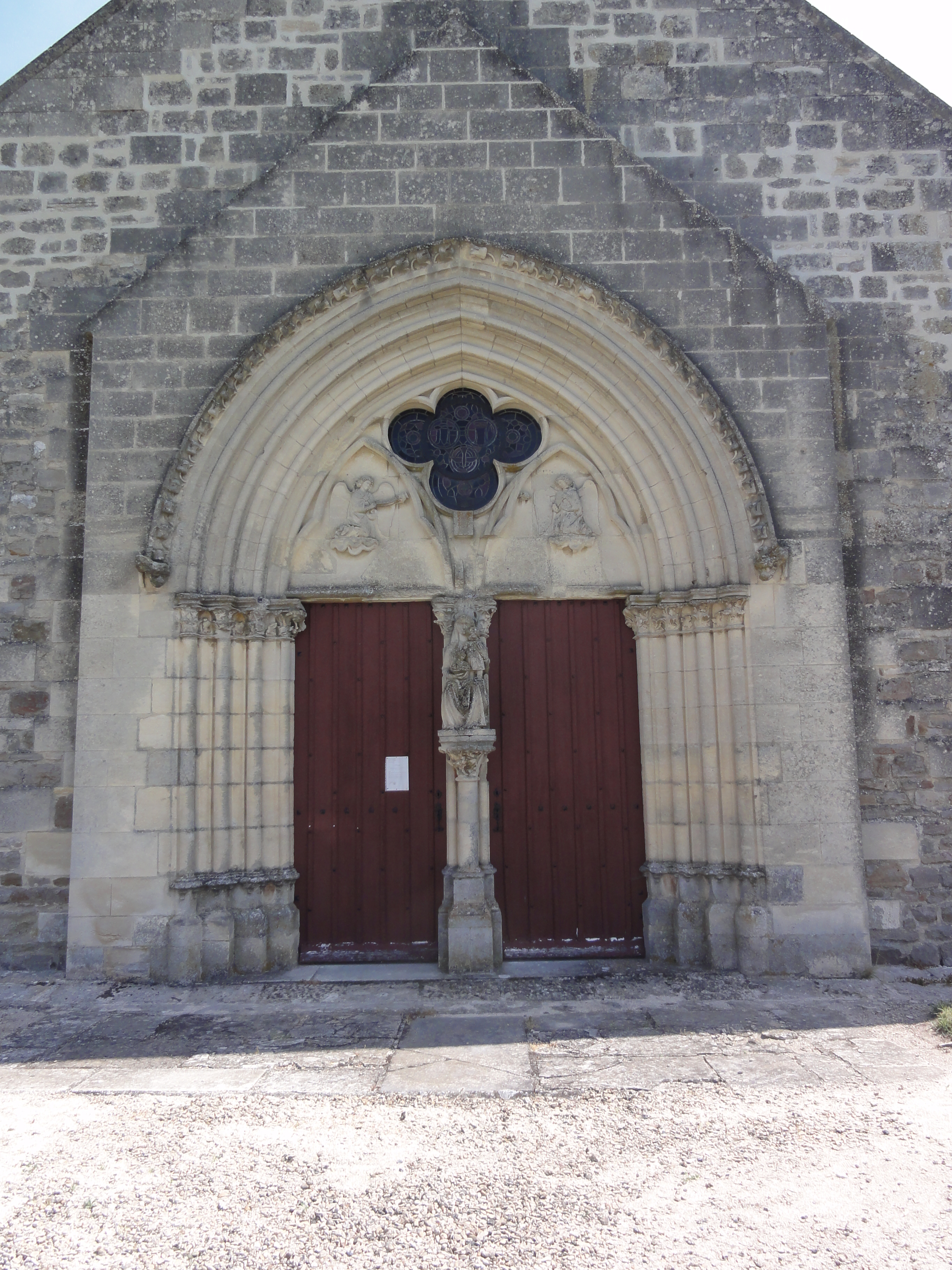
le portail actuel.